# Цывьян, Леонид Михайлович
Леонид Михайлович Цывьян (1938—2007) — советский и российский переводчик с французского, испанского и польского языков.

## Биография
Родился в семье инженера-гидротехника и, как и его отец, окончил гидротехнический факультет Ленинградского политехнического института.
По распределению работал в Ленгидропроекте и во ВНИИ гидротехники им. Б. Е. Веденеева. Одновременно с работой по специальности занимался художественным переводом, начинал как переводчик поэзии. Печатался с 1969 г., а с 1983 г. занимался исключительно литературным трудом. Своими учителями считал Эльгу Линецкую и Юрия Корнеева.
С 1979 года член Союза писателей СССР, с 1991 года — член Союза писателей Санкт-Петербурга, а с 2005 года — член Союза мастеров литературного перевода.

## Переводческие работы
Переводил стихи и прозу с французского, польского, испанского, португальского и немецкого языков. К 1991 г. опубликованы его переводы стихов польских поэтов барокко, лауреата Нобелевской премии Виславы Шимборской, Ярослава Ивашкевича, Константы Ильдефонса Галчинского, Ежи Харасымовича, детского поэта Яна Бжехвы; стихи Франсиско де Кеведо и других испанских поэтов Золотого века, Рамона Марии дель Валье-Инклана, латиноамериканских поэтов; поэтов португальского Возрождения, португальского поэта Фернандо Пессоа и др. С французского в его переводах были напечатаны средневековые французские фарсы, трагедия Жана Расина «Баязид», стихи Жерара де Нерваля, Поля Верлена, Шарля Кро, Жака Превера и др.
С середины 1970-х гг. переводил прозу. В его переводах вышли романы Ж. Сименона, А. Дюма, эссеистика Ф. Мориака, Антуана де Сент-Экзюпери. Он переводил Станислава Лема, Януша Корчака, детские книги Ганса Фаллады; он перевёл Лопе де Вега «Великий князь Московский, или гонимый император», Поля Клоделя «Благая весть Марии», романы Ромена Гари «Пляска Чингиз-Хаима» и «Вся жизнь впереди» (Эмиль Ажар), Раймона Кено «Зази в метро», две книги Сильви Жермен — «Взгляд медузы» и «Безмерность», прозу и эссеистику Шарля Бодлера, Гийома Аполлинера и Жана Кокто, «Дневник гения» Сальвадора Дали.
К польской литературе питал особое пристрастие, он переводил книги самых ярких польских прозаиков: Славомира Мрожека, Ежи Леца, Бруно Шульца, Ежи Сосновского, Анджея Стасюка, Януша Вишневского, а также поэзию Галчинского, Шимборской, Херберта и многих других. Леонид Цывьян награждён орденом «За заслуги перед польской культурой» и Кавалерским Крестом Ордена Заслуг перед Республикой Польша (2003).